# مارافيلها، سانتا كاتارينا
مارافيلها، سانتا كاتارينا بلدية في ولاية سانتا كاتارينا في المنطقة الجنوبية من البرازيل. تم فصلها عن بلدية بالميتوس عام 1958.